# Park Narodowy Deosai
Park Narodowy Deosai (urdu ‏دیوسائی نیشنل پارک‎) – park narodowy położony na terenie jednostki administracyjnej Gilgit-Baltistan w północnej części Pakistanu, utworzony w 1993 roku. W 2016 roku park został zgłoszony na listę informacyjną UNESCO.

## Opis
Park narodowy Deosai został utworzony 4 grudnia 1993 roku w celu ochrony himalajskiego niedźwiedzia brunatnego (Ursus arctos isabellinus) i jego siedlisk. Dzięki podjętym działaniom ochronnym liczebność tych niedźwiedzi w parku wzrosła z 20 osobników w 1993 roku do 43 w 2006 roku.
Park Deosai położony jest około 30 km od miasta Skardu. Ma on powierzchnię 3626 km². Tereny parku obejmują wysokogórski płaskowyż, leżący na wysokości od 3500 do 5200 m n.p.m. Średnie temperatury wahają się od 9°C latem do -20°C zimą, natomiast roczne opady wynoszą od 350 do 550 mm.

## Flora
Dość licznie występują tu hemikryptofity. Do gatunków roślin powszechnie występujących na terenie parku należą: wiechlina alpejska (Poa alpina), tymotka alpejska (Phleum commutatum), Taraxacum tibetanum, Kobresia schoenoides, Draba oreades, Nepeta connata.
W parku stwierdzono występowanie gatunków endemicznych dla zachodnich Himalajów, takich jak: Alchemilla cashmeriana, Astragalus himalayanus, Delphinium cashmerianum, Euphrasia himalaica, Pulsatilla wallichiana; oraz endemicznych dla środkowo-wschodnich Himalajów: Aucklandia lappa, Heracleum candicans oraz Aconitum heterophyllum. 

## Fauna

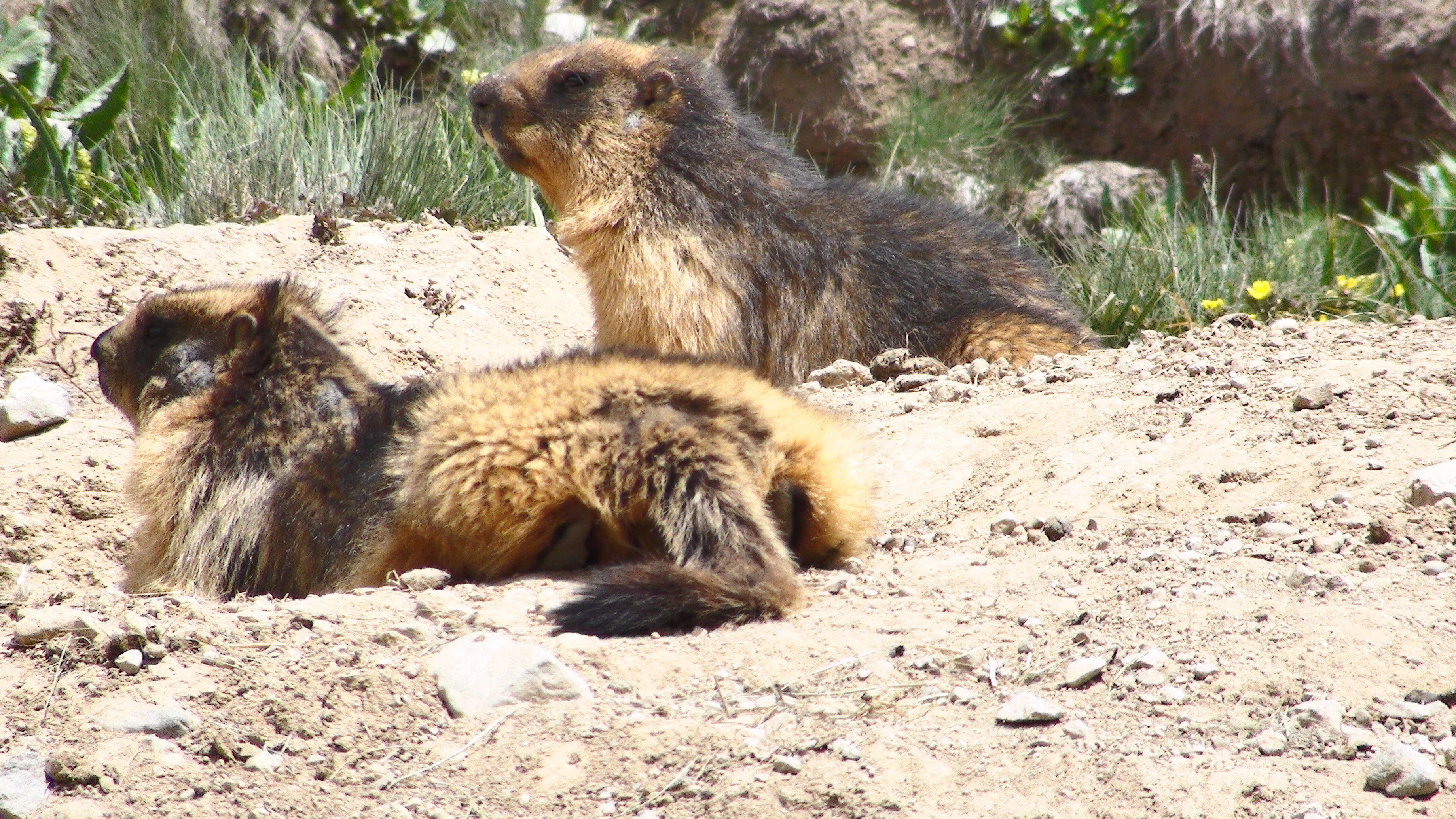
Świstaki ogoniaste (Marmota caudata) w Parku Narodowym Deosai

Na terenie parku spotkać niedźwiedzie brunatne, irbisy śnieżne, świstaki ogoniaste (Marmota caudata), koziorożce syberyjskie (Capra sibirica), lisy Vulpes vulpes montana.